# Opalinida
Opalinida u opalinas es un pequeño grupo de protistas peculiares encontrados como endocomensales en el intestino de anfibios, aunque también son encontrados en moluscos, peces, reptiles e insectos. Su nombre se deriva de la apariencia opalescente que presentan estos microorganismos cuando son iluminados por la luz solar.  Actualmente se reconocen unas 400 especies de opalinas en 5 géneros. Los géneros más conocidos son Opalina y Protoopalina.
Cada célula tiene dos o más núcleos (centenares en ciertas especies) y están cubiertos de cilios cortos, dispuestos en filas. Por ello, se asemejan algo a los ciliados, pero las opalinas tienen solamente una clase de núcleo, carecen de boca y se dividen longitudinalmente (entre filas de cilios).
Presentan un ciclo de vida complejo que incluye la formación de anisogametos. Su reproducción es asexual por fisión binaria longitudinal o transversal, algunos organismos sufren plasmotomía, misma que se refiere a la división de los protozoos multinucleados en dos o más individuos de la misma condición nuclear, siendo la división citoplasmática independiente de la nuclear.
Todos los representantes de este grupo son endocomensales del intestino grueso de ranas y sapos, sin embargo se han observado especies parásitas en peces. Su nutrición es saprozoica. 
Opalinida fue en algún momento considerado el posible antepasado de Ciliophora, pero la semejanza entre los dos grupos parece ser debida a evolución convergente. Ahora se consideran parientes cercanos de los flagelados Proteromonadida, junto a los que se clasifican en Opalinea dentro del filo Bigyra, aunque las opalinas pueden carecer de los pelos tripartitos que son característicos de este grupo.